# Аутокинетический эффект
Автокинети́ческий эффе́кт (также называемый автокине́зом) — феномен зрительного восприятия, когда неподвижная небольшая точка света в темной окружающей среде кажется движущейся.
Предполагаемая причина такого феномена заключается в том, что движения всегда воспринимается относительно некоторой контрольной точки, а в темноте контрольная точка отсутствует, в связи с чем положение видимой точки не может быть определено точно.

## Сущность
Направление иллюзорных движений точки, по результатам исследований, не коррелирует с непроизвольными движениями глаз, но может быть определено после оценки ошибок между положением глаз и указанными посредством эфферентной копии сигналов движения, посылаемых во внеглазные мышцы. Ричард Грегори и некоторые другие исследователи показали, что автокинез происходит, когда движения глаз не регистрируются. Грегори предположил, что при отсутствии периферической информации движения глаз, которые корректируют движение точки из-за мышечной усталости, неправильно интерпретируются в мозге как движение воспринимаемого света.

## Социальный аспект автокинезиса
Амплитуда иллюзорных движений точки также не определена. Отдельные наблюдатели устанавливают свои собственные системы отсчета для оценки амплитуды (и, возможно, направления). Поскольку это явление лабильно, оно использовалось для демонстрации социального влияния или внушения на суждения индивида.
Например, если наблюдатель, который при самостоятельном эксперименте ответил бы, что точка света движется с амплитудой в 50 см, подслушивает другого наблюдателя, который говорит, что свет движется на 1 м, то первый наблюдатель сообщит, что свет сместился на 1 м. Обнаружение влияния мнения других на автокинетический эффект часто приписывают М. Шерифу (1935), но оно было ранее зафиксировано Адамсом (1912).
Александр фон Гумбольдт наблюдал это явление в 1799 году, когда наблюдал за звездами невооруженным глазом, но думал, что это движение звезд реально. Звезды получили название «Sternschwanken», что означает «качающиеся звезды». Только в 1857 году Г. Швейцер, один из основателей немецкой психологии, обнаружил, что это субъективное явление. Этим эффектом объясняется в том числе и «появление» НЛО.
Вопросами применения автокинетического эффекта в психологической практике занимались российские ученые, прежде всего Н. Е. Шатуновский и М. А. Шатуновская. Они установили, что графические паттерны при регистрации автокинетического эффекта характерны для различных видов функциональной асимметрии и личностных характеристик. Был сделан вывод, что электронная версия регистрации автокинетического движения (АКД) является инструментом объективного анализа процессов «на границе» сознания и подсознания.
Кроме того, автокинез можно рассматривать как проявление элементарного поискового креативного процесса, создающего структуру субъективного пространства в результате латерализации психических функций. Регистрация и анализ автокинетического эффекта может стать ключом к пониманию межполушарных отношений в процессе психического формопорождения в результате взаимодействия сознательного и подсознательного.
С помощью автокинетического эффекта исследуется механизм социальной верификации гипотез при решении когнитивных задач высокой степени неопределенности и изучении моделей конформного поведения.

## В военной сфере
ВМС США начали изучать автокинез в 1945 году, пытаясь объяснить ощущения головокружения, о которых сообщали пилоты. Теперь эта «кинетическая иллюзия» классифицируется как иллюзия, вызванная вестибулярным заболеванием: см. Вестибулярная система.
Эффект хорошо известен в авиационной сфере как иллюзия, с которой сталкиваются пилоты, выполняющие ночные полеты. В связи с этим он особенно опасен для пилотов военных самолетов и тех, кто выполняет дозаправку в ночное время.
Были разработаны следующие шаги, которые можно предпринять, чтобы предотвратить или преодолеть это явление:
- Часто перемещайте взгляд, чтобы избежать длительной фиксации на источниках света.
- Попытайтесь посмотреть на цель, ориентируясь на стационарные сооружения или другие видимые ориентиры.
- Двигайте глазами, головой и телом, чтобы устранить иллюзию.
- Проводите тщательный мониторинг полетных приборов для предотвращения или разрешения любых конфликтов восприятия[7].

## В культуре
В книге, посвященной анализу начальных этапов второй войны в Персидском заливе, Эван Райт описывает инцидент, связанный с автокинетическим эффектом. Ночью в иракской пустыне морские пехотинцы наблюдали огни города примерно в 40 километрах от места дислокации. Эти огни, казалось, двигались, поэтому предполагалось, что на этом расстоянии находится крупный отряд, который двигался для нападения. Был нанесен воздушный удар по предполагаемому положению огней — примерно в 15 километрах — что не привело к уничтожению имущества противника. Позже майор Шоуп предположил, что такая ситуация стала результатом автокинеза.
Описание этого эффекта появляется в романе Г. Г. Уэллса «Война миров». Уэллс приписывает кажущееся «плавание» планеты вибрациям тела и усталости глаз:
В телескоп виден был темно-синий круг и плававшая в нем маленькая круглая планета. Она казалась такой крохотной, блестящей, с едва заметными поперечными полосами, со слегка неправильной окружностью. Она была так мала, с булавочную головку, и лучилась теплым серебристым светом. Она словно дрожала, но на самом деле это вибрировал телескоп под действием часового механизма, державшего планету в поле зрения.
Во время наблюдения звездочка то уменьшалась, то увеличивалась, то приближалась, то удалялась, но так казалось просто от усталости глаза. Нас отделяли от нее 40 миллионов миль – больше 40 миллионов миль пустоты. Немногие могут представить себе всю необъятность той бездны, в которой плавают пылинки материальной Вселенной.
Вблизи планеты, я помню, виднелись три маленькие светящиеся точки, три телескопические звезды, бесконечно удаленные, а вокруг – неизмеримый мрак пустого пространства. Вы знаете, как выглядит эта бездна в морозную звездную ночь. В телескоп она кажется еще глубже. И невидимо для меня, вследствие удаленности и малой величины, неуклонно и быстро стремясь ко мне через все это невероятное пространство, с каждой минутой приближаясь на многие тысячи миль, неслось то, что марсиане послали к нам, то, что должно было принести борьбу, бедствия и гибель на Землю. Я и не подозревал об этом, наблюдая планету; никто на Земле не подозревал об этом метко пущенном метательном снаряде
.